# Monuments historiques im Département Ille-et-Vilaine

Logo Monument historique

Im Département Ille-et-Vilaine gab es zum 1. Juli 2019 insgesamt 575 Bauwerke, die als Ganzes oder teilweise (nur Fassade, Glockenturm einer Kirche oder Portal usw.) als Monument historique auf der Denkmalliste standen.
Von den 333 Gemeinden im Département Ille-et-Vilaine besitzen 168 mindestens ein Monument historique und in 165 Gemeinden gibt es kein Monument historique. 
Die Einstufung beweglicher Objekte als Monument historique, wie zum Beispiel Skulpturen (siehe: Kategorie:Monument historique (Skulptur)), Kirchenfenster (siehe: Kategorie:Monument historique (Glasmalerei)), Taufbecken (siehe: Kategorie:Monument historique (Taufbecken)) und andere sind hier nicht berücksichtigt.